# Anna Gonzaga
Anna Gonzaga (fr. Anne Marie de Gonzague; ur. 1616, zm. 6 czerwca 1684) – księżniczka mantuańska, siostra polskiej królowej Ludwiki Marii Gonzagi i księżna Palatynatu-Simmern jako żona księcia Edwarda.

## Pochodzenie
Anna Maria Gonzaga(-Nevers) urodziła się w Paryżu w jednej z najświetniejszych i najlepiej skoligaconych rodzin arystokratycznych siedemnastowiecznej Francji – Gonzagów-Nevers – bocznej linii książęcego włoskiego rodu Gonzagów. Ojciec Anny Karol I Gonzaga, książę Mantui, Monferratu, Nevers i Rethel, był po mieczu potomkiem Ludwika – młodszego syna księcia Mantui, Fryderyka który w połowie XVI stulecia osiadł we Francji, po kądzieli zaś prawnukiem ostatniego cesarza Bizancjum, w związku z czym uważał się za jego dziedzica, z kolei jej matka, Katarzyna de Guise, księżna de Mayenne pochodziła z bocznej linii panującej dynastii lotaryńskiej. Anna była trzecią córką i szóstym, ostatnim dzieckiem swoich rodziców: jej bratem był Karola II, kolejny książę  Mantui, a siostrą Ludwika Maria Gonzaga, żona króla Polski Władysława IV Wazy, a następnie jego brata i następcy Jana II Kazimierza Wazy.
Linia książąt Nevers przejęła panowanie nad Mantuą po trwającej cztery lata wojnie o sukcesję mantuańską, która wybuchła po śmierci ostatniego księcia z głównej linii rodu, Wincentego II. Przy wsparciu francuskiej korony ojcu księżniczki udało się zostać księciem Mantuańskim i Monferrackim w 1631 roku. Mimo tego dzieci księcia Karola I wychowywały się w Paryżu przy babce – po zakończeniu wojny sukcesyjnej gospodarka obu włoskich księstw była w fatalnym stanie, a sama Mantua wydawała się samemu księciu jednym, wielkim pogorzeliskiem. Dzieci wraz z księżną były przyjmowane na paryskim dworze Marii Medycejskiej, z którą były w dalekim stopniu spokrewnione.
Matka Anny zmarła w dwa lata po jej urodzeniu w 1618 roku najprawdopodobniej w wyniku poronienia. Początkowo rodzina planowała przeznaczyć Annę do stanu zakonnego, ale po śmierci księcia Karola I w 1637 roku w wyniku awanturniczego życia, postanowiono dobrze wydać ją za mąż.

## Związek z Gwizjuszem, małżeństwo i dzieci
Pierwszą miłością Anny Gonzagi był jej kuzyn drugiego stopnia – Henryk II, książę de Guise; później zresztą, sama Gonzaga miała stwierdzić, że zawarła z Gwizjuszem sekretne małżeństwo w 1639 roku, czemu sam książę kilkakrotnie zaprzeczył. W 1640 Anna przebrała się za mężczyznę by móc mu towarzyszyć do położonego w Ardenach Sedanu, ale w rok później porzucił ją w czasie podróży. Anna przez wiele lat procesowała się z księciem, żądając prawnego uznania jej statusu jako jego żony.
24 kwietnia 1645 roku w Paryżu Anna wyszła za mąż zgodnie z wolą rodziny za Edwarda, księcia Palatynatu-Simmern, dziewiętnastoletniego pozbawionego władzy nad terytorium, które z mocy prawa do niego należało i jakichkolwiek dochodów niemieckiego arystokratę, który był od niej dziewięć lat młodszy. Od tej pory była znana jako księżna Palatynatu-Simmern.
Z małżeństwa z Edwardem Wittelsbachem miała trzy córki:
- Ludwikę Marię (ur. 23 czerwca 1647, zm. 11 marca 1679), żona Karola Teodora (ur. 7 lipca 1645, zm. 10 listopada 1710), księcia Salm-Salm
- Annę Henriettę (ur. 13 marca 1648, zm. 23 lutego 1723), żona Henryka Juliusza de Burbon (ur. 29 lipca 1643, zm. 1 kwietnia 1709), księcia Condé
- Benedyktę Henriettę (ur. 14 marca 1652, zm. 12 sierpnia 1730), żona Jana Fryderyka Brunszwickiego (ur. 25 kwietnia 1625, zm. 18 grudnia 1679), księcia Brunszwiku-Lüneburg i Calenberg

Według włoskiego historyka Giovanniego Battisty Intra, Anna była panią jednego z najwspanialszych salonów w czasie pierwszych lat panowania Ludwika XIV.
Małżeństwo jej drugiej córki, Anny Henrietty z Henrykiem de Burbon, księciem de Enghien przyniosło odnowienie pozycji jej matki – książę był synem Wielkiego Kondeusza, kuzyna Ludwika XIV i jednego z najwyżej postawionych arystokratów na dworze. Jej siostra Ludwika Maria Gonzaga uznała Annę Henriettę swoją dziedziczką i poparła kandydaturę jej męża na polskiego króla.
Anna Gonzaga zaaranżowała małżeństwo swojej najmłodszej córki, Benedykty Henrietty z Janem Fryderykiem, księciem Brunszwiku-Lüneburga i Calenbergu. Księżna Palatynatu była bliską przyjaciółką homoseksualnego brata Ludwika XIV, księcia Orleanu Filipa, którego drugie małżeństwo z bratanicą męża Anny Gonzagi Elżbietą Charlottą Wittelsbach było konsekwencją jej planów.

## Ostatnie lata i kwestia religii
Matka Anny należała do „ultrakatolickiej” rodziny Gwizjuszy i sama Gonzaga była głęboko religijna, zwłaszcza pod koniec życia – powodów było kilka – jej odległym przodkiem był papież, jej dziadkiem był Karol, książę Mayenne, jeden z głównych przywódców Ligi Katolickiej. Sama Anna przekonała swojego kalwinistycznego męża do powrotu do katolicyzmu, co spotkało się z dezaprobatą i gniewem jego matki Elżbiety Stuart, która przez jakiś czas nie uznawała go za swoje dziecko. (Wkrótce zresztą mu przebaczyła.)
W 1663 roku Edward zmarł w Paryżu w wieku trzydziestu siedmiu lat. Czterdzieści lat później jego młodsza siostra Zofia będąca żoną księcia Hanoweru Ernesta Augusta została na mocy angielskiej Ustawy o następstwie tronu ogłoszona następczynią tronu Wielkiej Brytanii przez swoją kuzynkę, królową Annę. Zofia nigdy nie została królową, ponieważ zmarła na niecałe dwa miesiące przed Anną – tron trafił więc w ręce jej syna Jerzego Ludwika, elektora Hanoweru, który został kolejnym królem pod imieniem Jerzego I, zakładając tym samym dynastię hanowerską, której przedstawiciele władali Wielką Brytanią i jej koloniami do 1901 roku. Uważa się, że gdyby Edward i jego córki nie przeszliby na katolicyzm to w chwili jego potomkowie mogliby być władcami Wielkiej Brytanii.
Od 1671 roku Anna niemal całkowicie poświęciła się religii i całkowicie zmieniła swoje życie. Biskup Bossuet poświęcił jej jedną ze swoich słynnych pogrzebowych mów.